# وست بروميتش
ويست بروميتش (بالإنجليزية: West Bromwich) هي بلدة في ساندويل، ويست مدلاندز، إنجلترا. تبعد البلدة 8 كيلومترات شمال غربي برمنغهام ووصل عدد سكانها 75,405 نسمة في تعداد 2011.

## المناخ
يظهر الجدول التالي التغييرات المناخية على مدار السنة لوست بروميتش:
| البيانات المناخية لـوست بروميتش   | البيانات المناخية لـوست بروميتش | البيانات المناخية لـوست بروميتش | البيانات المناخية لـوست بروميتش | البيانات المناخية لـوست بروميتش | البيانات المناخية لـوست بروميتش | البيانات المناخية لـوست بروميتش | البيانات المناخية لـوست بروميتش | البيانات المناخية لـوست بروميتش | البيانات المناخية لـوست بروميتش | البيانات المناخية لـوست بروميتش | البيانات المناخية لـوست بروميتش | البيانات المناخية لـوست بروميتش | البيانات المناخية لـوست بروميتش |
| الشهر                             | يناير                           | فبراير                          | مارس                            | أبريل                           | مايو                            | يونيو                           | يوليو                           | أغسطس                           | سبتمبر                          | أكتوبر                          | نوفمبر                          | ديسمبر                          | المعدل السنوي                   |
| --------------------------------- | ------------------------------- | ------------------------------- | ------------------------------- | ------------------------------- | ------------------------------- | ------------------------------- | ------------------------------- | ------------------------------- | ------------------------------- | ------------------------------- | ------------------------------- | ------------------------------- | ------------------------------- |
| متوسط درجة الحرارة الكبرى °م (°ف) | 7 (44)                          | 8 (46)                          | 10 (50)                         | 13 (55)                         | 16 (61)                         | 19 (66)                         | 22 (72)                         | 22 (72)                         | 18 (64)                         | 14 (57)                         | 10 (50)                         | 7 (45)                          | 14 (57)                         |
| متوسط درجة الحرارة الصغرى °م (°ف) | 2 (36)                          | 2 (36)                          | 3 (37)                          | 4 (39)                          | 7 (45)                          | 10 (50)                         | 12 (54)                         | 12 (54)                         | 9 (48)                          | 7 (45)                          | 4 (39)                          | 2 (36)                          | 6 (43)                          |
| الهطول مم (إنش)                   | 43 (1.7)                        | 38 (1.5)                        | 25 (1)                          | 30 (1.2)                        | 28 (1.1)                        | 36 (1.4)                        | 33 (1.3)                        | 28 (1.1)                        | 38 (1.5)                        | 48 (1.9)                        | 41 (1.6)                        | 41 (1.6)                        | 430 (16.9)                      |
| المصدر: Weatherbase               |                                 |                                 |                                 |                                 |                                 |                                 |                                 |                                 |                                 |                                 |                                 |                                 |                                 |

## أعلام
- جورج جيمس
- هاري غرين
- جورج باديلي
- رايموند كاتل
- روبرت بلانت